# Gunung Toidoh
Gunung Toidoh är ett berg i Indonesien.   Det ligger i provinsen Aceh, i den västra delen av landet, 1 700 km nordväst om huvudstaden Jakarta. Toppen på Gunung Toidoh är 668 meter över havet.
Terrängen runt Gunung Toidoh är varierad, och sluttar norrut. Trakten runt Gunung Toidoh är nära nog obefolkad, med mindre än två invånare per kvadratkilometer. Närmaste större samhälle är Reuleuet, 10,6 km nordost om Gunung Toidoh. I omgivningarna runt Gunung Toidoh växer i huvudsak städsegrön lövskog.